# Formica fukaii
Formica fukaii (лат.) — вид муравьёв рода Formica (Formicidae).

## Распространение
Китай, Япония.

## Описание
Длина около 5 мм: рабочие от 3,7 до 5,5 мм, матки до 6,9 мм. Окраска рабочих муравьёв двухцветная (голова и грудь рыжеватые, брюшко тёмно-бурое); голова с глубокой выемкой на затылочном крае, характерной для всех членов подрода Coptoformica. Стебелёк между грудью и брюшком состоит из одного членика петиоля с вертикальной чешуйкой. Служит хозяином для муравья-рабовладельца Polyergus samurai.

## Систематика и этимология
По наличию глубокой выемки на затылочном краю включён в состав подрода Coptoformica. Впервые был описан в 1914 году американским энтомологом Уильямом Уилером по материалам их Японии под названием Formica exsecta var. fukaii Wheeler, 1914. Назван в  честь сборщика типового материала Mr. T. Fukaii. Видовой статус получил в 1977 году. Матки и самцы были описаны в 1990 году. В 1977—2000 годах его младшим синонимом рассматривался вид Formica mesasiatica.